# REvolution
| Recensione | Giudizio |
| ---------- | -------- |
| AllMusic   |          |

REvolution è il quarto album in studio del gruppo musicale statunitense Lynch Mob, pubblicato nel 2003 dalla Cleopatra Records. L'album è stato distribuito una prima volta il 29 aprile nel formato a tredici brani da studio, dopodiché il 27 agosto ne è uscita una seconda versione con aggiunta la quattordicesima traccia Rain registrata dal vivo.

## Il disco
Si tratta di una raccolta di brani tratti dai primi due album degli anni '90 e di alcuni del periodo Dokken ma riregistrati in chiave moderna, secondo le nuove tendenze seguite dal leader della band, il chitarrista George Lynch, nei suoi ultimi lavori solisti. È presente inoltre un brano inedito intitolato Relax.

## Tracce
1. Tooth And Nail – 3:27
2. Tangled in the Web – 4:01
3. All I Want – 5:15
4. Kiss of Death – 6:04
5. She's Evil But She's Mine – 5:22
6. Relax – 4:35
7. Cold Is the Heart – 5:06
8. Breaking the Chains – 3:35
9. When Darkness Calls – 5:55
10. River of Love – 4:14
11. Wicked Sensation – 4:48
12. Paris Is Burning – 3:45
13. The Secret – 4:29
14. Rain (live) – 4:58

## Formazione
- Robert Mason – voce
- George Lynch – chitarra
- Anthony Esposito – basso
- Michael Frowein – batteria
- Chaz Stumbo – batteria in Rain